# Unión civil

Uniones civiles en el mundo.
Uniones civiles para parejas del mismo o de distinto sexo.
Uniones civiles sólo para parejas de distinto sexo.
Uniones civiles sólo para parejas del mismo sexo.
Uniones civiles para parejas del mismo sexo desaparecidas tras la legalización del matrimonio igualitario.
Sin uniones civiles.

Una unión civil es una de las varias denominaciones usadas para establecer un estado civil distinto al matrimonio civil. Al crearse esta, las parejas homosexuales (incluso parejas heterosexuales en muchos casos) gozarían de similares, aunque comúnmente no de todos, los derechos y obligaciones de las que gozarían las parejas heterosexuales civilmente casadas. Bajo una interpretación jurídica, normativa y constitucional, el número de derechos y obligaciones que enmarcan una unión civil dependen en mayor o menor grado del ordenamiento jurídico doméstico. En algunas jurisdicciones se les denomina pareja de hecho, unión libre, pacto civil de solidaridad o sociedad de convivencia. También la unión civil busca proteger el libre ejercicio de los derechos humanos de las personas LGBTIQ+ ante las hostilidades de la sociedad cualquiera que fuese el motivo. La intervención del Estado a través de sus políticas públicas es importante al realizar una labor tutelar de su integridad y bienestar permanente, definiendo así su vigencia como sector de la sociedad.
La fuente de los derechos y obligaciones de la unión civil provienen de la decisión de dos personas a estar juntas, motivada generalmente por un vínculo afectivo o uno de índole contractual. Ello obedece al sistema jurídico del país donde se asegure que ambas personas alcancen a concretar su desarrollo libre y su bienestar común.
En algunos países o Estados, las uniones civiles están disponibles también para los heterosexuales que deseen establecer una convivencia, pero que no desean alcanzar el estado que les otorga el matrimonio civil. La unión civil y la unión libre son actos que puede ser válidos según la comunidad donde se realicen, pero en el caso de Francia, un Pacto de Solidaridad (o PACS como se le denomina ahí) es válido no solo en una comunidad o provincia sino en todo el territorio nacional. Ambos términos no son lo mismo estrictamente ya que depende de si dicha unión libre tiene amparo legal o no.
Hay muchos tipos de uniones civiles. Algunos tipos de uniones civiles pueden llegar a alcanzar prácticamente idénticos derechos y obligaciones propios de un matrimonio civil y diferenciarse solo en la denominación; otras uniones civiles tienen derechos exclusivos pero no excluyentes de los derechos y obligaciones otorgadas a las parejas casadas civilmente; y otros son solamente registros de las relaciones. Ello dependerá de como el Estado atienda y legisle sobre los derechos y necesidades de la comunidad LGBTIQ+.

## Distribución geográfica
Además del matrimonio, existen otras figuras que contemplan la convivencia de personas del mismo sexo, como las uniones civiles, que otorgan a los contrayentes muchos de los derechos y obligaciones que supone el matrimonio entre personas heterosexuales aunque no los equiparen totalmente.  Algunos países ya han dejado de ofrecer este tipo de unión después de legalizar el matrimonio.
Entre los países o las regiones subnacionales que han creado leyes que permiten uniones civiles entre personas del mismo y de distinto sexo, se encuentran los siguientes:
| País                                     | Región                      | Unión civil | Matrimonio igualitario         |
| ---------------------------------------- | --------------------------- | ----------- | ------------------------------ |
| Alemania                                 | Alemania                    | 2001-2017   | 2017                           |
| Andorra                                  | Andorra                     | 2014        | 2023                           |
| Argentina                                | Argentina                   | 2015        | 2010                           |
| Australia                                | Tasmania                    | 2004        | 2017                           |
| Australia                                | Australia Meridional        | 2007        | 2017                           |
| Australia                                | Canberra                    | 2008        | 2017                           |
| Australia                                | Victoria                    | 2008        | 2017                           |
| Australia                                | Nueva Gales del Sur         | 2010        | 2017                           |
| Australia                                | Queensland                  | 2012        | 2017                           |
| Austria                                  | Austria                     | 2010        | 2019                           |
| Bélgica                                  | Bélgica                     | 2000        | 2003                           |
| Bolivia                                  | Bolivia                     | 2020        | No                             |
| Brasil                                   | Brasil                      | 2011        | 2013                           |
| Canadá                                   | Alberta                     | 2003        | 2005                           |
| Canadá                                   | Manitoba                    | 2001        | 2005                           |
| Canadá                                   | Nueva Escocia               | 2001        | 2005                           |
| Canadá                                   | Quebec                      | 2002        | 2005                           |
| Chile                                    | Chile                       | 2015        | 2022                           |
| Chipre                                   | Chipre                      | 2015        | No                             |
| Colombia                                 | Colombia                    | 2009        | 2016                           |
| Costa Rica                               | Costa Rica                  | 2015        | 2020                           |
| Croacia                                  | Croacia                     | 2014        | No                             |
| Dinamarca                                | Dinamarca metropolitana     | 1989-2012   | 2012                           |
| Dinamarca                                | Groenlandia                 | 1996-2016   | 2016                           |
| Ecuador                                  | Ecuador                     | 2008        | 2019                           |
| Eslovenia                                | Eslovenia                   | 2006        | 2022                           |
| España · (denominándose pareja de hecho) | Ceuta                       | 1998        | 2005                           |
| España · (denominándose pareja de hecho) | Cataluña                    | 1998        | 2005                           |
| España · (denominándose pareja de hecho) | Aragón                      | 1999        | 2005                           |
| España · (denominándose pareja de hecho) | Castilla-La Mancha          | 2000        | 2005                           |
| España · (denominándose pareja de hecho) | Navarra                     | 2000        | 2005                           |
| España · (denominándose pareja de hecho) | Valencia                    | 2001        | 2005                           |
| España · (denominándose pareja de hecho) | Islas Baleares              | 2002        | 2005                           |
| España · (denominándose pareja de hecho) | Andalucía                   | 2002        | 2005                           |
| España · (denominándose pareja de hecho) | Asturias                    | 2002        | 2005                           |
| España · (denominándose pareja de hecho) | Madrid                      | 2002        | 2005                           |
| España · (denominándose pareja de hecho) | Castilla y León             | 2002        | 2005                           |
| España · (denominándose pareja de hecho) | Extremadura                 | 2003        | 2005                           |
| España · (denominándose pareja de hecho) | País Vasco                  | 2003        | 2005                           |
| España · (denominándose pareja de hecho) | Canarias                    | 2003        | 2005                           |
| España · (denominándose pareja de hecho) | Cantabria                   | 2005        | 2005                           |
| España · (denominándose pareja de hecho) | Galicia                     | 2008        | 2005                           |
| España · (denominándose pareja de hecho) | Melilla                     | 2008        | 2005                           |
| España · (denominándose pareja de hecho) | La Rioja                    | 2010        | 2005                           |
| España · (denominándose pareja de hecho) | Murcia                      | 2018        | 2005                           |
| Estados Unidos                           | Hawái                       | 1997        | 2013                           |
| Estados Unidos                           | California                  | 1999        | 2013                           |
| Estados Unidos                           | Vermont                     | 2000-2009   | 2009                           |
| Estados Unidos                           | Distrito de Columbia        | 2002        | 2010                           |
| Estados Unidos                           | Maine                       | 2004        | 2012                           |
| Estados Unidos                           | Nueva Jersey                | 2004        | 2013                           |
| Estados Unidos                           | Connecticut                 | 2005-2008   | 2008                           |
| Estados Unidos                           | Washington                  | 2007        | 2012                           |
| Estados Unidos                           | Maryland                    | 2008        | 2013                           |
| Estados Unidos                           | Oregón                      | 2008        | 2014                           |
| Estados Unidos                           | Nuevo Hampshire             | 2008-2010   | 2010                           |
| Estados Unidos                           | Wisconsin                   | 2009-2018   | 2014                           |
| Estados Unidos                           | Colorado                    | 2009        | 2014                           |
| Estados Unidos                           | Nevada                      | 2009        | 2014                           |
| Estados Unidos                           | Illinois                    | 2011        | 2014                           |
| Estados Unidos                           | Rhode Island                | 2011-2012   | 2013                           |
| Estados Unidos                           | Delaware                    | 2012-2013   | 2013                           |
| Estonia                                  | Estonia                     | 2016        | 2023                           |
| Finlandia                                | Finlandia                   | 2002-2017   | 2017                           |
| Francia                                  | Francia                     | 1999        | 2013                           |
| Grecia                                   | Grecia                      | 2015        | 2024                           |
| Hong Kong                                | Hong Kong                   | 2023        | No                             |
| Hungría                                  | Hungría                     | 1996        | No                             |
| Irlanda                                  | Irlanda                     | 2011-2015   | 2015                           |
| Islandia                                 | Islandia                    | 1996-2010   | 2010                           |
| Israel                                   | Israel                      | 1994        | No                             |
| Italia                                   | Italia                      | 2016        | No                             |
| Letonia                                  | Letonia                     | 2023        | No                             |
| Liechtenstein                            | Liechtenstein               | 2011        | No                             |
| Luxemburgo                               | Luxemburgo                  | 2004        | 2015                           |
| Malta                                    | Malta                       | 2014        | 2017                           |
| México                                   | Ciudad de México            | 2006        | 2009                           |
| México                                   | Coahuila de Zaragoza        | 2007        | 2014                           |
| México                                   | Campeche                    | 2013        | 2016                           |
| México                                   | Colima                      | 2013-2016   | 2016                           |
| México                                   | Jalisco                     | 2014-2018   | 2016                           |
| México                                   | Michoacán                   | 2015        | 2016                           |
| México                                   | Nayarit                     | 2015        | 2015                           |
| México                                   | Morelos                     | 2016        | 2016                           |
| México                                   | Tlaxcala                    | 2017        | 2020                           |
| México                                   | Hidalgo                     | 2019        | 2019                           |
| México                                   | Oaxaca                      | 2019        | 2019                           |
| México                                   | San Luis Potosí             | 2019        | 2019                           |
| México                                   | Puebla                      | 2019        | 2019                           |
| México                                   | Veracruz                    | 2020        | 2022                           |
| México                                   | Querétaro                   | 2021        | 2021                           |
| México                                   | Quintana Roo                | 2021        | 2012                           |
| México                                   | Sinaloa                     | 2021        | 2021                           |
| México                                   | Sonora                      | 2021        | 2021                           |
| México                                   | Guerrero                    | 2022        | 2022                           |
| México                                   | Estado de México            | 2022        | 2022                           |
| México                                   | Tabasco                     | 2022        | 2022                           |
| México                                   | Tamaulipas                  | 2022        | 2022                           |
| México                                   | Yucatán                     | 2022        | 2022                           |
| México                                   | Zacatecas                   | 2022        | 2022                           |
| México                                   | Baja California Sur         | 2023        | 2019                           |
| México                                   | Nuevo León                  | 2023        | 2019                           |
| Mónaco                                   | Mónaco                      | 2020        | No                             |
| Montenegro                               | Montenegro                  | 2021        | No                             |
| Noruega                                  | Noruega                     | 1993-2009   | 2009                           |
| Nueva Zelanda                            | Nueva Zelanda               | 2005        | 2013                           |
| Países Bajos                             | Países Bajos metropolitanos | 1998        | 2001                           |
| Países Bajos                             | Caribe Neerlandés           | 2012        | 2012                           |
| Países Bajos                             | Aruba                       | 2016        | No                             |
| Portugal                                 | Portugal                    | 2001        | 2010                           |
| Reino Unido                              | Reino Unido metropolitano   | 2005        | 2014, 2020 (Irlanda del Norte) |
| Reino Unido                              | Islas Caimán                | 2020        | No                             |
| Reino Unido                              | Isla de Man                 | 2011        | 2016                           |
| Reino Unido                              | Jersey                      | 2012        | 2018                           |
| Reino Unido                              | Gibraltar                   | 2014        | 2016                           |
| Reino Unido                              | Guernsey                    | 2020        | 2020                           |
| Reino Unido                              | Islas Malvinas              | 2017        | 2017                           |
| Reino Unido                              | Bermudas                    | 2018        | No                             |
| República Checa                          | República Checa             | 2006        | No                             |
| San Marino                               | San Marino                  | 2018        | No                             |
| Sudáfrica                                | Sudáfrica                   | 2006        | 2006                           |
| Suecia                                   | Suecia                      | 1995-2009   | 2009                           |
| Suiza                                    | Suiza                       | 2007        | 2022                           |
| Taiwán                                   | Taiwán                      | 2019        | 2019                           |
| Uruguay                                  | Uruguay                     | 2008        | 2013                           |

## Unión civil en Europa

Uniones civiles en Europa.
Uniones civiles para parejas del mismo o de distinto sexo.
Uniones civiles sólo para parejas del mismo sexo.
Uniones civiles desaparecidas tras la legalización del matrimonio igualitario.
Sin uniones civiles.

En Europa la unión civil es legal a nivel nacional en Andorra, Austria, Bélgica, Chipre, Croacia, Eslovenia, España, Estonia, Grecia, Hungría, Italia, Liechtenstein, Luxemburgo, Malta, Mónaco, Montenegro, Países Bajos, Portugal, Reino Unido (incluyendo Isla de Man, Jersey, Guernsey, Bermudas, Gibraltar, Akrotiri y Dhekelia, Islas Malvinas y excluyendo varios Territorios de Ultramar), República Checa, San Marino, Suiza, recientemente se legaliza en Letonia el 9 de noviembre de 2023.
Otros países que reconocen y realizan matrimonios del mismo sexo ya no permiten a las parejas entrar en uniones civiles (pero siguen reconociéndolas o las transformaron en matrimonios nada más entrar en vigencia el matrimonio en el país). Estos son Alemania, Dinamarca (incluyendo Groenlandia y las Islas Feroe, este último no tuvo unión civil), Finlandia, Irlanda, Islandia, Noruega y Suecia que han terminado con su pre-matrimonial unión civil. Suiza ya ha confirmado que si aprueba el matrimonio entre personas del mismo sexo, ya no permitirá uniones civiles.

## Unión civil en América del Norte

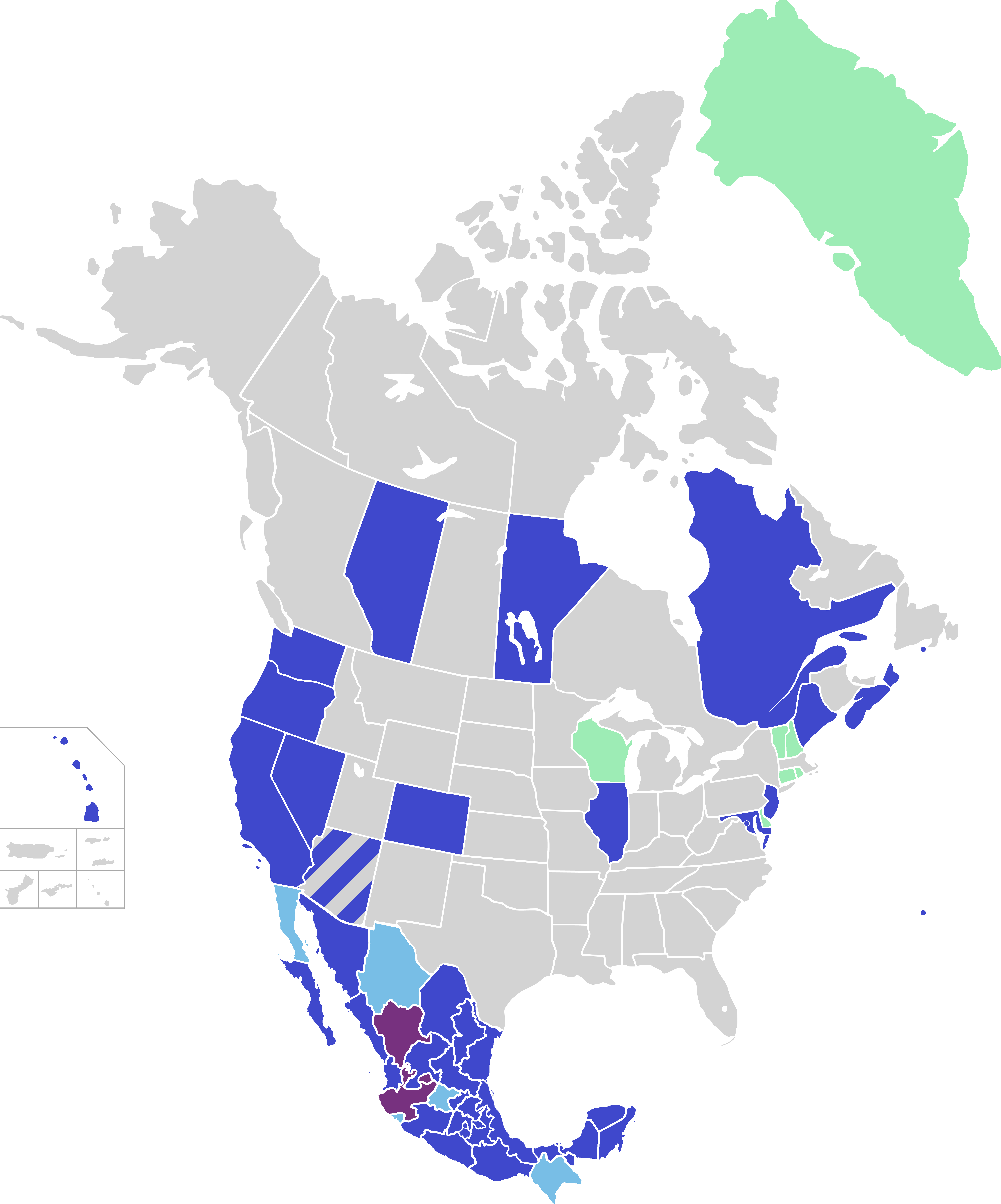
Mapa sobre la situación legal de la unión civil igualitaria según los códigos y leyes locales de territorio en América del Norte:
----
Uniones civiles para parejas del mismo y de distinto sexo.
Uniones civiles sólo para parejas de distinto sexo (inconstitucional en algunas jurisdicciones).
Uniones civiles sólo para parejas del mismo sexo.
Uniones civiles para parejas del mismo sexo desaparecidas tras la legalización del matrimonio igualitario.
Legislación ambigua.
Sin uniones civiles.

En Canadá es legal solo en la provincia de Quebec para parejas sin distinguir la orientación sexual, pero no están reconocidas por la ley federal. En Nueva Escocia, Alberta y Manitoba con derechos limitados.

Estados de EEUU con unión civil
Unión civil^{1}
Unión civil con derechos limitados
No hay uniones civiles
Prohibida la unión civil para mismo y distinto sexo
----
^{1}Las uniones civiles en Washington solo están disponibles cuando al menos una persona de la pareja tiene 62 años de edad o más.

En Estados Unidos tras la legalización del matrimonio entre personas del mismo sexo en su jurisdicción, Vermont, Connecticut, New Hampshire, Wisconsin, Rhode Island y Delaware dejaron de ofrecer uniones civiles.
Las uniones civiles siguen siendo legales en Hawái, Illinois, Oregón Nueva Jersey, Nueva York, Colorado, California, Maine, Maryland, Nevada, Washington y el Distrito de Columbia ; Las uniones civiles también son legales en seis municipios de Arizona. La uniones civiles no están reconocidas por la ley federal.
En México es legal en las entidades federativas mexicanss de Baja California Sur, Campeche, Ciudad de México, Coahuila, Estado de México, Guerrero, Hidalgo, Michoacán, Morelos, Nayarit, Nuevo León, Oaxaca, Puebla, Querétaro, Quintana Roo, San Luis Potosí, Sinaloa, Sonora, Tabasco, Tlaxcala, Tamaulipas, Veracruz, Yucatán y Zacatecas.
De 2013 a 2016, también se realizaron en el estado de Colima, pero fueron reemplazados por la legislación sobre el matrimonio entre personas del mismo sexo. También se realizaron en Jalisco a partir de 2014, pero la ley se anuló por motivos de procedimiento en 2018.
En los territorios dependientes:
Dinamarca: Groenlandia (No se permite entrar en uniones civiles desde que se aprobó el matrimonio entre personas de mismo sexo).
Francia: Las uniones civiles se permiten en todos los territorios franceses.
Reino Unido: Bermudas (Se permiten las uniones civiles desde que en un pequeño plazo de tiempo el gobierno había abolió el matrimonio homosexual, pero se dejaron vigentes al volver a reinstaurar el matrimonio).

### México
En México todos los estados han aprobado el matrimonio igualitario ya sea por vía legislativa o por una orden de la Suprema Corte, pero varios estados tienen una figura similar al matrimonio llamada Unión Civil de la cual goza de casi los mismos derechos de un matrimonio.
La primera entidad de México en aprobar algún tipo de ley a favor del reconocimiento para parejas del mismo sexo fue la Ciudad de México el 15 de noviembre de 2006, la Asamblea Legislativa del Distrito Federal aprobó la Ley de Sociedades de Convivencia, que permite el reconocimiento legal de las uniones civiles entre homosexuales, así mismo el Congreso del estado de Coahuila el 11 de enero de 2007 aprobó la unión civil para personas del mismo sexo, llamándolo Pacto Civil de Solidaridad convirtiéndolo en el segundo estado en aprobar este tipo de leyes.
El 4 de julio de 2013 el Congreso del estado de Colima reformó el artículo 147 de la Constitución Política local para permitir la unión civil para personas del mismo sexo llamándole Enlace Conyugal que dota casi de los mismos derechos y garantías civiles y sociales que tienen las parejas heterosexuales unidas en matrimonio, posteriormente el 18 de marzo de 2015, un juez declaró que "un trato separado pero igualitario es discriminatorio" e inconstitucional, el estado apeló el fallo y el 17 de junio de 2015 la Suprema Corte acordó que las leyes sindicales "separadas pero iguales" eran inconstitucionales, tras esto Colima finalmente abolió su ley de unión civil y aprobó el matrimonio igualitario
El Congreso del estado de Jalisco aprobó la Ley de Libre Convivencia el 31 de octubre de 2013. Esta nueva figura jurídica se oficializa ante un notario y no en el registro civil, pero igual que un matrimonio permitirá a las parejas del mismo sexo compartir derechos como la herencia, la sucesión de bienes, el derecho de reclamar pensiones, y también la seguridad social, tras esto la Suprema Corte en 2016 aprobó de manera unánime el matrimonio igualitario en el estado de Jalisco declarando que un trato desigual es inconstitucional, en el año 2018 se abolió la ley de unión civil por motivos de procedimiento y por la aprobación del matrimonio igualitario.
El 20 de diciembre de 2013 el Congreso del estado de Campeche, aprobó la Ley de Sociedad de Convivencia que permiten a las parejas del mismo sexo inscribir sus uniones en el Registro Público de la Propiedad y del Comercio, desde 2016 las parejas dentro de estas uniones pueden adoptar.
El Congreso de Michoacán aprobó la ley "Sociedad de Convivencia" el 7 de diciembre de 2015 que permiten a las parejas del mismo sexo otorgar ciertos derechos de los que goza un matrimonio.
El 29 de diciembre de 2016, el Congreso de Tlaxcala aprobó el proyecto de Ley de Coexistencia propuesto en 2014. El proyecto de ley proporciona a las parejas del mismo sexo y del sexo opuesto convivir con muchos de los mismos derechos y obligaciones del matrimonio. Fue publicado en el diario oficial, después de la firma del Gobernador, el 11 de enero de 2017 y entró en vigencia al día siguiente.
Y actualmente el último estado en aprobar una ley similar a los estados ya mencionados es Veracruz, que aprobó el 28 de mayo de 2020 el concubinato "igualitario" figura similar al matrimonio que goza de todos los derechos pero sin contrato y con posibilidad de adopción, la idea inicial era aprobar el matrimonio igualitario pero por presión de la iglesia católica y por la falta de apoyo al proyecto se decidió solo aprobar el concubinato igualitario, aunque posteriormente se aprobó también el matrimonio.
| Entidad federativa  | Concepto                                | Regulado por                     | Considera parejas del mismo sexo | Constancia de acreditación                                            |
| ------------------- | --------------------------------------- | -------------------------------- | -------------------------------- | --------------------------------------------------------------------- |
| Aguascalientes      | Concubinato Artículo 313 Bis            | Código Civil                     | No aún. Inconstitucional         | La legislación no lo menciona                                         |
| Baja California     | Concubinato Sin definir aún             | Código Civil                     | Sin definir aún                  | La legislación no lo menciona                                         |
| Baja California Sur | Concubinato Artículo 330                | Código Civil                     | Sí                               | La legislación no lo menciona                                         |
| Campeche            | Concubinato Sin definir aún             | Código Civil                     | Sí                               | Por el Registro Público de la Propiedad y de Comercio Artículos 3 y 6 |
| Campeche            | Sociedad de convivencia Artículo 2      | Ley de Sociedades de Convivencia | Sí                               | Por el Registro Público de la Propiedad y de Comercio Artículos 3 y 6 |
| Chiapas             | Concubinato Sin definir aún             | Código Civil                     | Sin definir aún                  | La legislación no lo menciona                                         |
| Chihuahua           | Concubinato Sin definir aún             | Código Civil                     | Sin definir aún                  | La legislación no lo menciona                                         |
| Ciudad de México    | Concubinato Sin definir aún             | Código Civil                     | Sí                               | Por el Registro Civil Artículo 35                                     |
| Ciudad de México    | Sociedad de convivencia Artículo 2      | Ley de Sociedades de Convivencia | Sí                               | Por la Dirección General Jurídica y de Gobierno Artículos 3 y 6       |
| Coahuila            | Concubinato Sin definir aún             | Código Civil                     | Sí                               | Por el Registro Público Artículo 3587-3                               |
| Coahuila            | Sociedad de convivencia Artículo 3587-1 | Código Civil                     | Sí                               | Por el Registro Público Artículo 3587-3                               |
| Coahuila            | Pacto de solidaridad Artículo 252       | Ley Familiar                     | Sí                               | Por el Registro Civil Artículos 41, 120 y 254                         |
| Colima              | Concubinato Sin definir aún             | Código Civil                     | Sin definir aún                  | La legislación no lo menciona                                         |
| Durango             | Concubinato Artículo 286-1              | Código Civil                     | No aún. inconstitucional         | La legislación no lo menciona                                         |
| Estado de México    | Concubinato Artículo 4.403              | Código Civil                     | Sí                               | La legislación no lo menciona                                         |
| Guanajuato          | Concubinato Sin definir aún             | Código Civil                     | Sin definir aún                  | La legislación no lo menciona                                         |
| Guerrero            | Concubinato Artículo 494 Bis            | Código Civil                     | Sí                               | La legislación no lo menciona                                         |
| Hidalgo             | Concubinato Artículo 143                | Código Civil                     | Sí                               | La legislación no lo menciona                                         |
| Hidalgo             | Concubinato Artículo 143                | Ley Familiar                     | Sí                               | La legislación no lo menciona                                         |
| Jalisco             | Concubinato Artículo 778                | Código Civil                     | No aún. Inconstitucional         | La legislación no lo menciona                                         |
| Michoacán           | Concubinato Artículo 307                | Código Civil                     | Sí                               | Por el Registro Civil Artículos 298 y 300                             |
| Michoacán           | Sociedad de convivencia Artículo 295    | Código Familiar                  | Sí                               | Por el Registro Civil Artículos 298 y 300                             |
| Morelos             | Concubinato Artículo 65                 | Código Civil                     | Sí                               | La legislación no lo menciona                                         |
| Morelos             | Concubinato Artículo 65                 | Código Familiar                  | Sí                               | La legislación no lo menciona                                         |
| Nayarit             | Concubinato Artículo 136                | Código Civil                     | Sí                               | La legislación no lo menciona                                         |
| Nuevo León          | Concubinato Artículo 291 Bis            | Código Civil                     | Sí                               | La legislación no lo menciona                                         |
| Oaxaca              | Concubinato Artículo 7                  | Código Civil                     | Sí                               | Por el Registro Civil Artículo 115 Bis                                |
| Oaxaca              | Concubinato Artículo 7                  | Código Familiar                  | Sí                               | Por el Registro Civil Artículo 115 Bis                                |
| Puebla              | Concubinato Artículo 297                | Código Civil                     | Sí                               | La legislación no lo menciona                                         |
| Querétaro           | Concubinato Artículo 273                | Código Civil                     | Sí                               | La legislación no lo menciona                                         |
| Quintana Roo        | Concubinato Artículo 825 Bis            | Código Civil                     | Sí                               | La legislación no lo menciona                                         |
| San Luis Potosí     | Concubinato Artículo 105                | Código Civil                     | Sí                               | La legislación no lo menciona                                         |
| San Luis Potosí     | Concubinato Artículo 105                | Código Familiar                  | Sí                               | La legislación no lo menciona                                         |
| Sinaloa             | Concubinato Artículo 165                | Código Familiar                  | Sí                               | Por el Registro Civil Artículo 167                                    |
| Sonora              | Concubinato Artículo 191                | Código Civil                     | Sí                               | La legislación no lo menciona                                         |
| Sonora              | Concubinato Artículo 191                | Código Familiar                  | Sí                               | La legislación no lo menciona                                         |
| Tabasco             | Concubinato Artículo 153                | Código Civil                     | Sí                               | La legislación no lo menciona                                         |
| Tamaulipas          | Concubinato Artículo 267 Bis            | Código Civil                     | Sí                               | Por el Registro Civil Artículo 104                                    |
| Tlaxcala            | Concubinato Artículo 42                 | Código Civil                     | Sí                               | Por el Registro Civil Artículos 3 y 7                                 |
| Tlaxcala            | Sociedad de convivencia Artículo 2      | Ley de Sociedades de Convivencia | Sí                               | Por el Registro Civil Artículos 3 y 7                                 |
| Veracruz            | Concubinato Artículo 139                | Código Civil                     | Sí                               | La legislación no lo menciona                                         |
| Yucatán             | Concubinato Artículo 201                | Código Familiar                  | Sí                               | La legislación no lo menciona                                         |
| Zacatecas           | Concubinato Artículo 241                | Código Civil                     | Sí                               | Por el Registro Civil Artículo 9                                      |
| Zacatecas           | Concubinato Artículo 241                | Código Familiar                  | Sí                               | Por el Registro Civil Artículo 9                                      |
| México              | Concubinato Sin definir aún             | Código Civil                     | Sin definir aún                  | La legislación no lo menciona                                         |

## Unión civil en América Central y el Caribe

Uniones civiles en América Central y el Caribe.
Uniones civiles y de hecho para parejas del mismo o de distinto sexo.
Uniones civiles y de hecho sólo para parejas de distinto sexo.
Sin uniones civiles.

Es legal en Costa Rica, el matrimonio se legalizó el 26 de mayo de 2020 y no se sabe si dejarán de proporcionar uniones civiles.
En las dependencias:
Países Bajos: En Aruba, Curazao y Sint Maarten, territorios autónomos de los Países Bajos, no se realizan matrimonios homosexuales, sin embargo, la ley obliga a reconocer los matrimonios efectuados bajo la legislación marital neerlandesa que permite el matrimonio gay desde 2001.
Solo son legales las uniones civiles en Aruba desde 2016, en el Caribe Neerlandés se permiten los matrimonios así como las uniones civiles desde 2012.
Francia: En los territorios franceses de ultramar de Guadalupe, Martinica, San Martín y San Bartolomé son legales las uniones civiles.

### Costa Rica
Costa Rica es un caso particular entre los países latinoamericanos, pues el reconocimiento de la unión de hecho en parejas del mismo sexo se da de manera indirecta. En 2013 se reforma la Ley General de la Persona Joven con el voto de 45 diputados, la cual en su artículo 4 establece el derecho de las personas jóvenes al reconocimiento de sus uniones de hecho sin discriminaciones que atenten contra la dignidad humana. El artículo no especifica géneros. A razón de ello el abogado Luis Álvarez interpuso ante el Juzgado de Familia del Segundo Circuito Judicial de San José la solicitud de reconocimiento de la unión de hecho de una pareja homosexual de vecinos de Moravia, con lo cual el Tribunal falló a favor estableciendo por primera vez la existencia jurídica reconocida de una unión de hecho del mismo sexo, con acceso a los derechos otorgados en la legislación. No obstante esta jurisdicción puede aplicar solamente a parejas donde uno de sus integrantes sea menor de 35 años que son quienes están cobijados por la ley, y cada pareja debe solicitar los derechos caso por caso. La aprobación de las uniones de hecho de todas las parejas y la tutelación de sus derechos debe reconocer vía aprobación del proyecto de Sociedades de Convivencia u otro similar, lo que aún está pendiente en la Asamblea Legislativa.

## Unión civil en América del Sur

Países con uniones civiles en Sudamérica.
Uniones civiles y de hecho para parejas del mismo o de distinto sexo.
Uniones civiles y de hecho sólo para parejas de distinto sexo.
Sin uniones civiles.

Las uniones entre parejas del mismo sexo tienen validez legal a nivel nacional en Argentina, Bolivia, Brasil, Chile, Colombia, Ecuador y Uruguay. Por otra parte, en Paraguay, Surinam y Venezuela se debate aprobar la Unión Civil, mientras que en Perú fue desestimado.
También se permite en Guayana Francesa territorio perteneciente a Francia.
En Guayana, de momento, el debate es imposible puesto que la homosexualidad masculina es ilegal.
| País      | Unión civil | Matrimonio igualitario | Ref.          |
| --------- | ----------- | ---------------------- | ------------- |
| Argentina | (2015)      | (2010)                 |               |
| Bolivia   | (2020)      |                        |               |
| Brasil    | (2011)      | (2013)                 |               |
| Chile     | (2015)      | (2021)                 | [ 5 ]         |
| Colombia  | (2009)      | (2016)                 | [ 7 ] [ 8 ]   |
| Ecuador   | (2008)      | (2019)                 | [ 11 ] [ 12 ] |
| Paraguay  |             |                        |               |
| Perú      |             |                        |               |
| Uruguay   | (2008)      | (2013)                 | [ 47 ]        |
| Venezuela |             |                        |               |
| Guyana    |             |                        |               |
| Surinam   |             |                        |               |

### Argentina
Las primeras uniones civiles se realizaron en cuatro jurisdicciones en Argentina, en la Ciudad de Buenos Aires, en la provincia de Río Negro, en la ciudad de Villa Carlos Paz y la ciudad de Río Cuarto. Las uniones civiles brindan algunos de los derechos otorgados a las parejas casadas y solo podían ser suscritas por parejas que han vivido juntas durante un tiempo determinado, generalmente uno o dos años.
Las uniones civiles finalmente se legalizaron en todo el país el 1 de agosto de 2015 después de que entró en vigencia el código civil que reemplazó al antiguo código civil. El nuevo Código fue aprobado por el Parlamento en octubre de 2014 y promulgado por el presidente el 7 de octubre de 2014, las uniones civiles no reciben el mismo trato y estatus que los matrimonios, sin embargo, se consideran opciones válidas para formar una familia y ser legalmente reconocidos como una.

### Bolivia
En julio de 2020 un tribunal de Bolivia ha dado la razón a una pareja homosexual a la que el Registro Civil había rechazado inscribir, en un fallo que organizaciones de derechos consideran un avance en el país. El fallo de la Sala Constitucional en La Paz que anuló una resolución administrativa del Servicio de Registro Cívico, que había rechazado una solicitud de una pareja del mismo sexo para obtener la certificación oficial de unión libre, pues conviven juntos desde hace más de una década abre la puerta a la legalización de las Uniones Civiles en Bolivia.

### Brasil
El 5 de mayo de 2011, el Tribunal Federal Supremo de Brasil dictaminó que las uniones civiles deben permitirse en todo el país, la decisión fue aprobada por 10-0 votos. El fallo resultó en asociaciones estables para parejas del mismo sexo que garantizan los mismos derechos financieros y sociales que disfrutan las personas en relaciones heterosexuales.

### Chile
El Congreso chileno aprobó el 28 de enero de 2015 el proyecto de ley que permitirá las uniones civiles de parejas del mismo sexo, conocido como Acuerdo de Unión Civil (AUC). La ley fue promulgada por la presidenta Michelle Bachellet el 13 de abril y entró en vigencia seis meses después.

### Colombia
El 7 de febrero de 2007 en Colombia se produce un fallo de la Corte Constitucional que otorga varios derechos a las parejas del mismo sexo, entre ellos los derechos patrimoniales, además permite inscribirse en una relación conocida como "unión libre" después de haber convivido mínimo dos años juntos.
El 28 de enero de 2009 la Corte Constitucional colombiana produce la Sentencia C-029/09, un fallo que afecta la jurisprudencia sobre los derechos civiles de las parejas del mismo sexo, en el Código Civil, Penal y Disciplinario, y que tiene efecto en el Régimen Especial de Salud de las Fuerzas Militares. El Alto Tribunal decidió incluir a las parejas del mismo sexo dentro del concepto de "compañero permanente"; por lo que estas parejas se ven cubiertas por diferentes derechos en materia civil, penal, política, migratoria, social y económica, que les permitirán estar en igualdad de condiciones con las parejas heterosexuales que vivan en unión libre.

### Ecuador
El gobierno de Ecuador legalizó la unión civil entre homosexuales en 2008 con la renovación de la carta magna. Disposición en la que se permite que las parejas homosexuales tengan los mismos derechos que las parejas heterosexuales bajo la unión de hecho. Sin embargo existe la prohibición expresa en el Art. 67 de la Constitución de poder adoptar.

### Guayana Francesa
En 1999, el gobierno francés decretó una nueva ley que creó una forma de unión civil llamada Pacto civil de solidaridad (PACS). Los PACS están disponibles para las parejas heterosexuales y homosexuales y otorgan derechos asociados con el matrimonio, aunque no todos. El régimen de los PACS fueron aplicados para todo el territorio francés, incluidos los departamentos de ultramar.

### Perú
La unión civil en el Perú no es reconocida legalmente. Fue propuesto por el expolítico y activista LGBT Óscar Ugarteche, pero la solicitud se rechazó, aparte solicitando un matrimonio entre él y su pareja mexicana, que luego se llevó a cabo en México.

### Uruguay
La ley uruguaya, aprobada en 2007, entró en vigor en 2008. Uruguay se ha convertido, así, en el segundo país de Sudamérica en legalizar la unión civil de parejas homosexuales, tras la promulgación de una ley por parte del presidente Tabaré Vázquez que consagra las uniones concubinarias de distinto o igual sexo, luego que la Corte Constitucional de Colombia en 2007, legalizara las uniones de hecho después de dos años de convivencia demostradas, permitiera la afiliación a salud y pensión de pareja y reconociera los derechos patrimoniales y de herencia enmarcados en la constitución nacional, modificando la sentencia "unión de un hombre y una mujer", como única definición de sociedad conyugal de hecho.
En el caso de Uruguay, la normativa legalizada ante el consejo de ministros garantiza derechos y obligaciones para las parejas heterosexuales y homosexuales que convivan más de cinco años sin interrupciones, tales como la asistencia recíproca, creación de sociedad de bienes, derechos sucesorios, cobro de pensiones por fallecimiento y otras disposiciones vinculadas a la seguridad social. 
La iniciativa contempla la apertura de un registro donde podrán inscribirse parejas de cualquier género para así recibir el amparo de derechos similares a los que devienen del matrimonio entre heterosexuales.
El texto define la unión concubinaria como "la situación de hecho derivada de la comunidad de vida de dos personas -cualquiera sea su sexo, identidad, orientación u opción sexual- que mantienen una relación afectiva de índole sexual, de carácter exclusiva, singular, estable y permanente sin estar unidas en matrimonio".
Para los colectivos homosexuales del Uruguay, esta medida es discriminatoria e insuficiente, y constituye un sucedáneo inaceptable de lo que habría de ser el reconocimiento del matrimonio homosexual.[cita requerida]

### Venezuela
En Venezuela, en el 2008, el Tribunal Supremo de Justicia decidió que si bien las parejas homosexuales tenían todos los derechos, tanto civiles y políticos, como económicos, sociales y culturales, la Constitución no les reconocía protección especial equiparable al matrimonio o concubinato entre un hombre y una mujer, considerando que no se les puede privar de los derechos económicos y sociales, ya que hacerlo sería considerado discriminatorio y un trato discriminatorio ante la ley. Sin embargo, continúa la decisión, es la Asamblea Nacional la que “puede” emitir legislación que reconozca y proteja estos derechos en parejas homosexuales.
La Ley venezolana define a las uniones estables de hecho, figura local usada de facto para la unión civil, como la libre manifestación de voluntad efectuada entre un hombre y una mujer.
El 22 de marzo de 2009, la diputada Romelia Matute presentó la propuesta de Ley Orgánica para la Equidad e Igualdad de Género, la cual establecía las asociaciones de convivencia constituidas entre dos personas del mismo sexo. Finalmente, el artículo que hacía referencia a las asociaciones de convivencia, fue removido totalmente de la ley.

## Unión Civil en África

Países con uniones civiles en África.
Uniones civiles y de hecho para parejas del mismo o de distinto sexo.
Sin uniones civiles.

Es legal en Sudáfrica para personas de mismo o distinto sexo.
Se permiten las uniones civiles en las dependencias de:
España: En Ceuta, Melilla y Canarias.
Portugal: En Azores y Madeira.
Francia: En Mayotte y Reunión.

## Unión civil en Oceanía

Países con uniones civiles en Oceanía.
Uniones civiles y de hecho para parejas del mismo o de distinto sexo.
Sin uniones civiles.

En Australia hay uniones civiles en el Territorio de la Capital Australiana, Queensland, Victoria, Nueva Gales del Sur, Australia Meridional, Tasmania y la Isla Norfolk.
En Nueva Zelanda están permitidas sin importar la orientación sexual.
Se permite en las dependencias de:
Francia: En Wallis y Futuna y Nueva Caledonia.
Chile: Isla de Pascua.